# Dom Notariusza w Krakowie

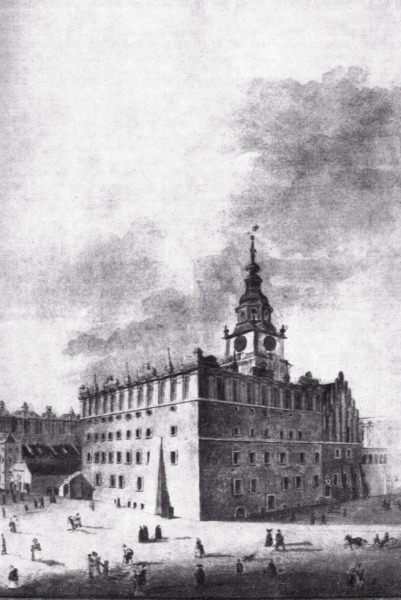
Ratusz, za nim Spichlerz Miejski i Wieża Ratuszowa - stan zXVIII/XIX w. (już bez Domu Notariusza)

Dom Notariusza – budynek przylegający do krakowskiego ratusza na Rynku Głównym w Krakowie.  Wzniesiony w XIV wieku (najprawdopodobniej w latach 1393-1399). Przylegał (razem z dwoma innymi obiektami, tj. Domem Ławników oraz Szmatruzem) do budynku ratusza od północy (linia A-B) na wysokości środkowego wejścia do krakowskich sukiennic. Po pożarze w 1555, wcielony do Spichlerza Miejskiego wybudowanego w latach 1561–1563 jako jedna z jego izb, która została wyburzona wraz z ratuszem w 1820 roku.